# Transmisión semiautomática

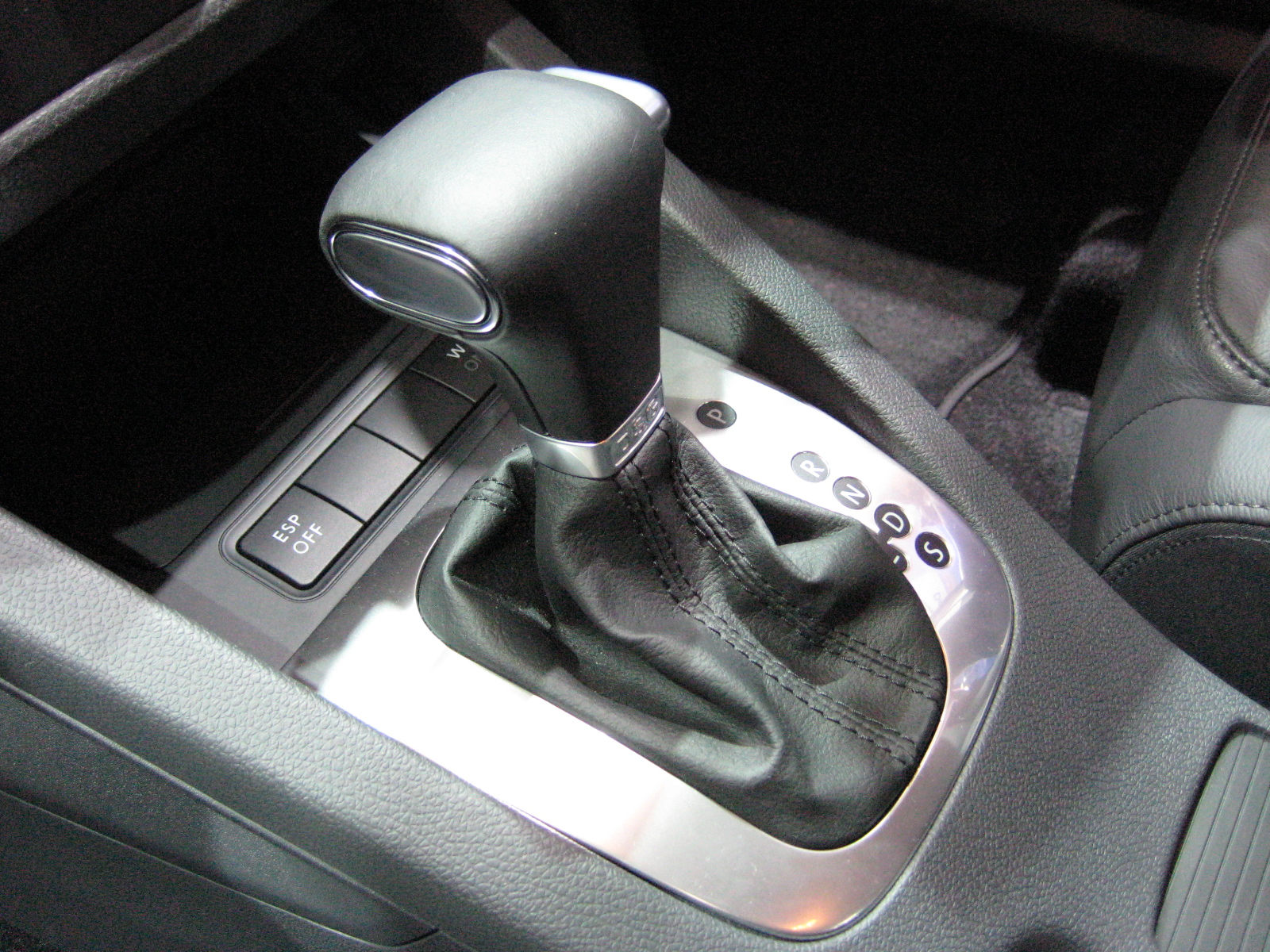
Caja de cambios semiautomática DSG (con embrague doble) de Volkswagen

Una transmisión semiautomática es un tipo de transmisión mecánica de varias velocidades en la que parte de su accionamiento está automatizado (típicamente, la activación del embrague), pero aún se requiere la intervención manual del conductor para poner en marcha el vehículo desde un punto muerto o para cambiar de marcha. La mayoría de las transmisiones semiautomáticas utilizadas en automóviles y motocicletas se basan en transmisiones manuales o manuales secuenciales convencionales, pero utilizan un sistema de embrague automatizado. Sin embargo, algunas transmisiones semiautomáticas también se han basado en transmisiones automáticas hidráulicas estándar (equipadas con convertidor de par y engranajes epicicloidales).
Entre sus denominaciones específicas se incluyen manual sin embrague, manual automática, manual de embrague automático, y cambio con levas. Estos sistemas facilitan al conductor los cambios de marcha al operar el sistema de embrague automáticamente, generalmente a través de un interruptor que activa un actuador o servosistema, al tiempo que requiere que el conductor cambie de marcha manualmente. Esto contrasta con una caja de cambios con preselector, en la que el conductor acciona el embrague y selecciona la siguiente relación de cambio, pero el cambio de marcha dentro de la transmisión se realiza automáticamente.
El primer uso de transmisiones semiautomáticas fue en automóviles, y su popularidad aumentó a mediados de la década de 1930 cuando fueron ofrecidas por varios fabricantes estadounidenses. Aunque menos comunes que las transmisiones automáticas hidráulicas tradicionales, las transmisiones semiautomáticas se han seguido utilizando en varios modelos de automóviles y motocicletas, manteniéndose en producción al inicio del siglo XXI. El accionamiento del cambio mediante levas se ha utilizado en varios coches de carreras, y se introdujeron por primera vez en 1989 para controlar el mecanismo de cambio de marcha electrohidráulico del Ferrari 640 de Fórmula 1. Actualmente, se usa en una gran variedad de tipos de coches de carreras de primer nivel, como los Fórmula 1, INDYCAR LLC y campeonatos de turismos. Otras aplicaciones incluyen motocicletas, camiones, autobuses y algunos vehículos ferroviarios.

## Diseño y funcionamiento
Los cambios semiautomáticos facilitan el manejo de la palanca de cambios, al eliminar la necesidad de presionar un pedal o una palanca de embrague al mismo tiempo que se cambia de marcha. Dependiendo de su construcción mecánica, de su diseño y de su antigüedad, un vehículo con cambio semiautomático puede disponer de distintos tipos de accionamiento asistido, que pueden ser hidráulico, neumático, electromagnético, con motores eléctricos  o una combinación de cualquiera de ellos. Están controlados por un simple interruptor, un pulsador, o una leva, y son gestionados por sistemas electromecánicos o mediante un procesador electrónico. Para efectuar un cambio de marcha, el conductor simplemente tiene que mover la palanca de cambios. En consecuencia, la mayoría de los automóviles que tienen una transmisión semiautomática no están equipados con un pedal de embrague estándar. Del mismo modo, la mayoría de las motocicletas con transmisión semiautomática no están equipadas con una maneta de embrague convencional en el manillar.

### Transmisiones manuales sin pedal de embrague

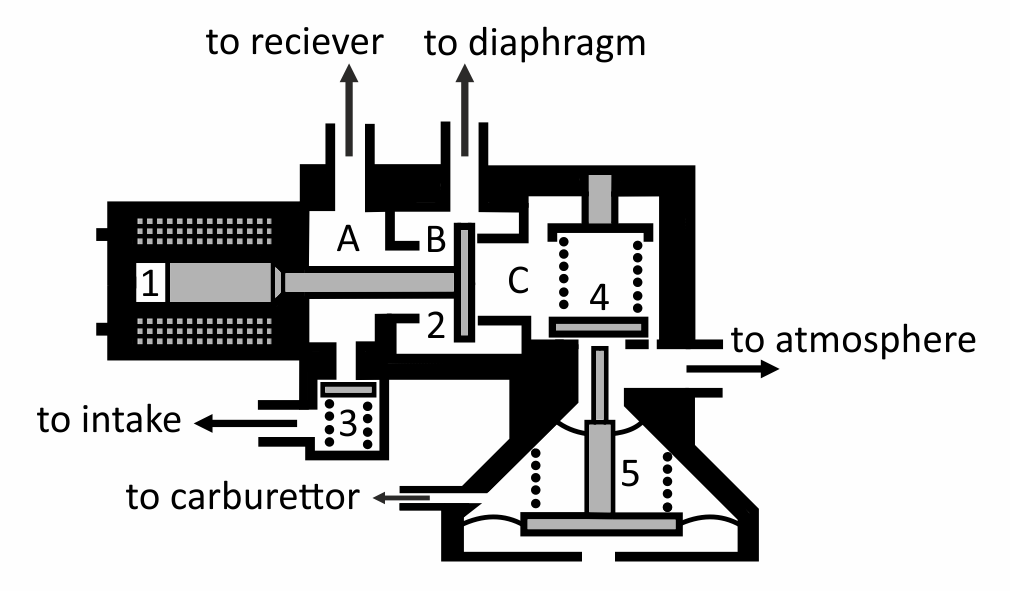
Sistema Saxomat de Volkswagen

La mayoría de las transmisiones semiautomáticas se basan en transmisiones manuales convencionales, pero generalmente se operan con un embrague automático u otro tipo de mecanismo de transmisión parcialmente automatizado. Una vez que el embrague se automatiza, la transmisión se vuelve semiautomática. Sin embargo, estos sistemas aún requieren la selección manual de marchas por parte del conductor. Este tipo de transmisión se denomina "manual sin embrague" o "manual automatizada".
La mayoría de las transmisiones semiautomáticas de los automóviles de pasajeros más antiguos conservan la palanca de cambios con la disposición normal de las marchas en "H" propia de una transmisión manual. De manera similar, las transmisiones semiautomáticas de las motocicletas más antiguas conservan la palanca de cambio de pie convencional, como en una motocicleta con una transmisión totalmente manual. Sin embargo, los sistemas semiautomáticos en los nuevos modelos de motocicletas, automóviles y otros tipos de vehículos a menudo utilizan métodos de selección de marcha como levas de cambio cerca del volante de dirección o pulsadores en el manillar.
A lo largo de los años se han utilizado varias formas diferentes de actuadores para automatizar el funcionamiento del embrague, desde embragues hidráulicos, neumáticos y electromecánicos hasta operados por una bomba de vacío, un sistema electromagnético e incluso embragues centrífugos. Varios fabricantes también han utilizado los acopladores hidráulicos (utilizados con mayor frecuencia y anteriormente en las primeras transmisiones automáticas), generalmente junto con algún tipo de embrague de fricción mecánico, para evitar que el motor se pare cuando el vehículo se detiene.
Un diseño típico de transmisión semiautomática puede funcionar usando un sensor de efecto Hall o micro interruptores para detectar la marcha solicitada cuando se usa la palanca de cambios. La salida de estos sensores, combinada con la salida de un sensor conectado a la caja de cambios que mide su velocidad y marcha actuales, se alimenta una unidad de control de transmisión, centralita electrónica, unidad de control de motor, microprocesador u otro tipo de sistema de control electrónico, que determina la sincronización y el par óptimos necesarios para un acoplamiento suave del embrague.
La unidad de control electrónico acciona un actuador, que activa y desactiva el embrague de manera suave. En algunos casos, el embrague es accionado por un servomotor acoplado a la disposición de engranajes de un actuador lineal, que, a través de un cilindro hidráulico lleno de fluido oleohidráulico del sistema de frenos, desacopla el embrague. En otros casos, el actuador del embrague interno puede ser completamente eléctrico, de forma que el actuador del embrague principal es accionado por un motor eléctrico o un solenoide, o incluso neumático, cuando el actuador del embrague es un actuador neumático que lo desacopla.
El sistema denominado Autostick fue una transmisión semiautomática introducida por Volkswagen en algunos de sus modelos de 1968. Comercializado como "Volkswagen Automatic Stickshift", era una transmisión manual convencional de tres velocidades conectada a un sistema de embrague automático operado por vacío. La parte superior de la palanca de cambios se diseñó para poder presionar y activar fácilmente un interruptor eléctrico al ser tocado por la mano del conductor. Cuando se presionaba, el interruptor accionaba una electroválvula de 12 voltios, que a su vez desconectaba el actuador del embrague de vacío, desacoplando así el embrague y permitiendo el cambio entre marchas. Con la mano del conductor retirada de la palanca de cambios, el embrague se volvía a acoplar automáticamente. La transmisión también estaba equipada con un convertidor de par, lo que permitía que el automóvil funcionase al ralentí estando detenido como con una caja automática, así como detenerse y arrancar desde parado en cualquier marcha.

### Transmisiones manuales automatizadas

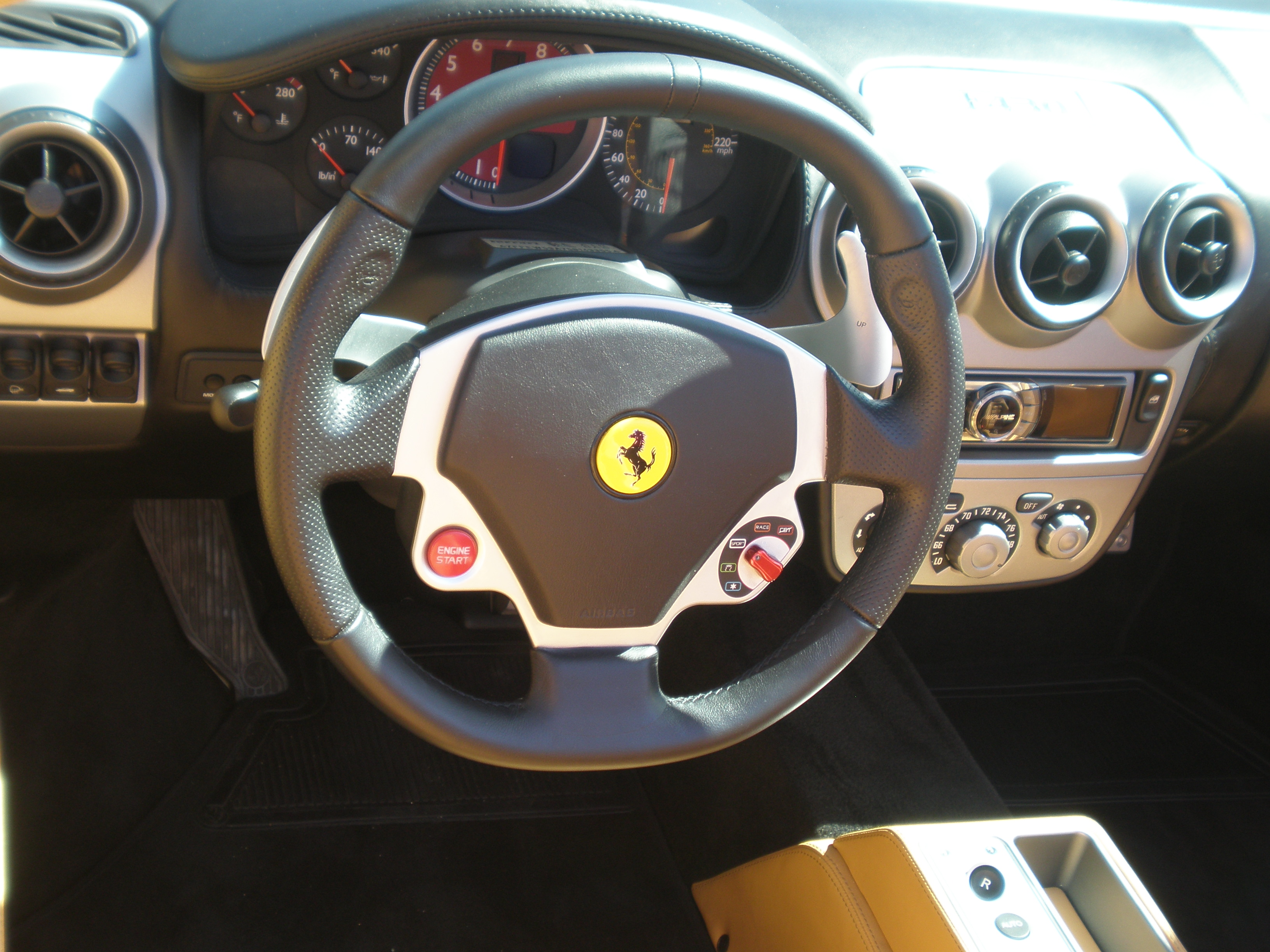
Volante de un Ferrari F430 que usa pulsadores para cambiar de marchas, un ejemplo de coche con cambio semiautomático

A partir de finales de la década de 1990, los fabricantes de automóviles introdujeron lo que ahora se llama transmisión robotizada o transmisión manual automatizada (AMT por sus siglas en inglés, "Automated Manual Transmission"), que es mecánicamente similar y tiene sus raíces en los sistemas de transmisión manual sin embrague anteriores. Una AMT funciona de la misma manera que las transmisiones manuales semiautomáticas y sin embrague más antiguas, pero con dos excepciones: permite operar el embrague y cambiar de marcha de forma automática, y no usa un convertidor de par. El cambio se realiza automáticamente desde una unidad de control de transmisión (TCU) o manualmente desde la perilla de cambios o desde las levas montadas detrás del volante. Las AMT combinan la eficiencia de combustible de las transmisiones manuales con la facilidad de cambio de las transmisiones automáticas. Su mayor desventaja es la relativamente poca suavidad del cambio debido a que la TCU desacopla totalmente el embrague mecánico con gran rapidez, lo que se nota fácilmente como una pequeña "sacudida". [cita requerida] Algunos fabricantes de transmisiones han intentado resolver este problema utilizando anillos sincronizadores de gran tamaño y no abriendo completamente el embrague durante el cambio, lo que funciona en teoría, pero a partir de 2007, no ha habido coches de producción en serie con tales funciones. En los automóviles de pasajeros, las transmisiones asistidas modernas generalmente tienen seis velocidades (aunque algunas tienen siete) y unas relaciones de cambio bastante largas. En combinación con un programa de cambio inteligente, esto puede reducir significativamente el consumo de combustible. En general, hay dos tipos de AMT: AMT integrados y AMT complementarios. Las AMT integradas se diseñaron con este propósito, mientras que las AMT complementarias son conversiones de transmisiones manuales estándar.[cita requerida]
Una transmisión manual automatizada también puede incluir un modo completamente automático en el que el conductor no necesita accionar el cambio en absoluto. Estas transmisiones pueden describirse como una transmisión manual estándar con un embrague automatizado y control de cambio de marcha automatizado, lo que les permite operar de la misma manera que las transmisiones automáticas tradicionales. La TCU cambia de marcha automáticamente si, por ejemplo, el motor alcanza su límite de revoluciones. El cambio también se puede configurar a un modo manual sin embrague en el que se puede cambiar hacia arriba o hacia abajo utilizando un selector de cambios montado en la consola central o en unas levas de cambio junto al volante. Tiene un costo menor que las transmisiones automáticas convencionales.
Estas transmisiones no deben confundirse con las transmisiones automáticas "manumáticas", que se comercializan con nombres de marca como "Tiptronic", "Steptronic", "Sportmatic" y "Geartronic". Si bien estos sistemas parecen a simple vista similares a un cambio semiautomático asistido, tienen un diseño más parecido a las transmisiones automáticas clásicas que a las transmisiones manuales.

### Transmisiones manuales secuenciales
Varias transmisiones semiautomáticas utilizadas por motocicletas y coches de carreras en realidad se basan mecánicamente en cajas manuales secuenciales. Las transmisiones semiautomáticas de motocicletas generalmente omiten la palanca del embrague, pero conservan la palanca de cambios convencional con el pie y el talón.
Están basadas en transmisiones manuales secuenciales convencionales y, por lo general, utilizan un embrague centrífugo. Cuando está al ralentí, el motor se desconecta del eje de entrada de la caja de cambios, lo que permite que tanto el motor como la rueda motriz de la motocicleta giren libremente. A diferencia de los convertidores de par automáticos, no hay efecto de deslizamiento al ralentí con un embrague centrífugo correctamente ajustado. A medida que aumenta la velocidad del motor, los contrapesos dentro del conjunto del embrague pivotan gradualmente más hacia afuera hasta que comienzan a hacer contacto con el interior de la carcasa exterior y transmiten una cantidad cada vez mayor de potencia y de par motor. El "punto de mordida" efectivo se encuentra automáticamente por equilibrio, cuando la potencia que se transmite a través del embrague (aún deslizante) es igual a la que puede proporcionar el motor. Esto permite realizar arrancadas relativamente rápidas a plena aceleración (con el embrague ajustado para que el motor tenga el par máximo) sin que el motor se desacelere, así como en arranques más suaves y maniobras a baja velocidad con el acelerador pulsado más gradualmente y regímenes de revoluciones más bajos.

## Uso en turismos

### 1900 a 1920

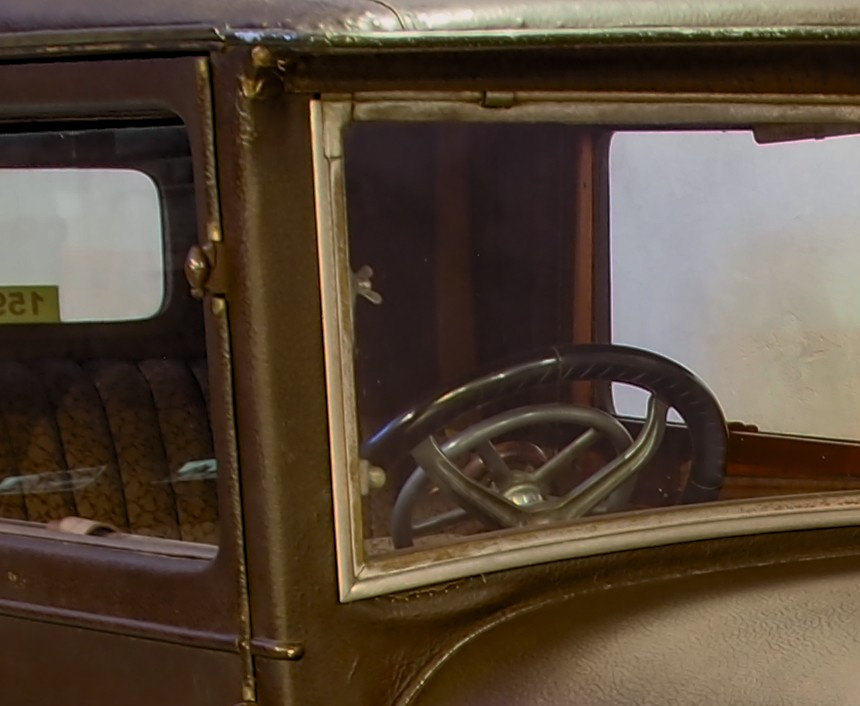
Bollée Tipo F Torpedo con anillo de cambio de velocidades ubicado dentro del volante

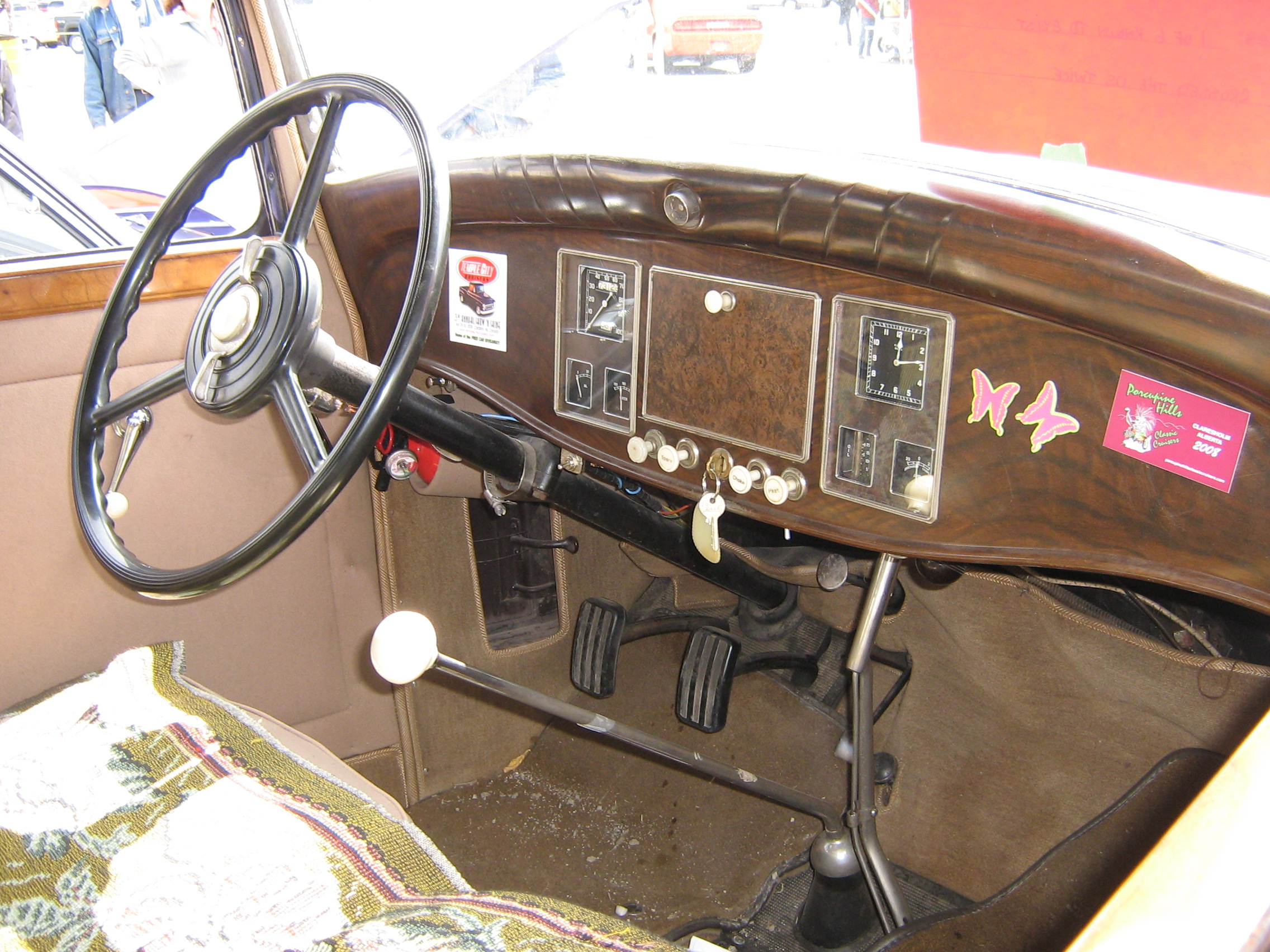
Interior de un REO Royale de 1931, equipado de serie con una transmisión semiautomática

En 1901, Amédée Bollée desarrolló un método para cambiar de marcha que no requería el uso de un embrague y se activaba mediante un anillo montado dentro del volante. Un automóvil que usaba este sistema era el Torpedo Bollée Tipo F de 1912.

### 1930 a 1940
Antes de la llegada de la primera transmisión automática hidráulica producida en serie (el sistema Hydra-Matic de General Motors) en 1940, varios fabricantes estadounidenses ofrecían varios dispositivos para minimizar el uso del embrague o los cambios requeridos, destinados a reducir la dificultad de operar las transmisiones no sincronizadas (también denominadas "cajas de cambios de choque"), que se usaban comúnmente de forma especial en las maniobras de arranque y de parada.
Un primer paso hacia las transmisiones automatizadas fue el cambio automático lanzado por la compañía REO de 1933 a 1935, que cambiaba automáticamente entre dos marchas hacia adelante en el modo "adelante" (o entre dos relaciones de cambio más cortas en el modo "arranque bajo"). Iniciar la marcha requería que el conductor usara el pedal del embrague. El sistema, denominado Self-Shifter, apareció por primera vez en mayo de 1933 y se ofreció de serie en el modelo Royale y como opción en el Flying Cloud S-4.
En 1937, se introdujo la transmisión automática de seguridad Oldsmobile de 4 velocidades en los modelos Oldsmobile Six y Oldsmobile Eight. Utilizaba un engranaje planetario con pedal de embrague para arrancar desde parado y alternar entre los modos "bajo" y "alto". La transmisión automática de seguridad fue reemplazada por el sistema Hydra-Matic completamente automático para el modelo del año 1940.
El Buick Special de 1938-1939 estaba disponible con otra transmisión semiautomática de 4 velocidades Self-Shifter, que utilizaba un embrague manual para arrancar desde parado y un embrague automático para los cambios de marcha.
La transmisión Chrysler M4 Vacamatic de 1941 era un cambio manual de dos velocidades con una unidad de submarcha integral, un embrague tradicional accionado con un pedal y un acoplamiento hidráulico entre el motor y el embrague. La transmisión de dos velocidades tenía los modos "alto" y "bajo", y el embrague se usaba cuando el conductor quería cambiar entre modos. Para una conducción normal, el conductor presionaría el embrague, seleccionaba el modo alto y luego soltaba el embrague. Una vez que se presionaba el acelerador, el sistema hidráulico se acoplaba y el automóvil comenzaría a moverse hacia adelante, con la unidad de submarcha enganchada para proporcionar una relación de transmisión más baja. Entre 15-20 mph (24,1-32,2 km/h), el conductor levantaba el pie del acelerador y la unidad de submarcha se desacoplaba. El Vacamatic fue reemplazado por la transmisión M6 Presto-Matic similar para el modelo del año 1946.
Se utilizaron diseños similares para el Hudson Drive-Master de 1941-1950 y el desafortunado Lincoln Liquimatic de 1942. Ambos combinaron un transmisión manual de 3 velocidades con cambio automático entre la 2ª y la 3ª marchas, en lugar de la unidad de "submarcha" de la Vacamatic.
El sistema Packard Electro-Matic, introducido en el Packard Clipper y el Packard 180 de 1941, fue una de las primeras transmisiones manuales sin pedal de embrague que usaban un embrague de fricción tradicional con operación automática de vacío, que estaba controlada por la posición del acelerador.

### A partir de 1950

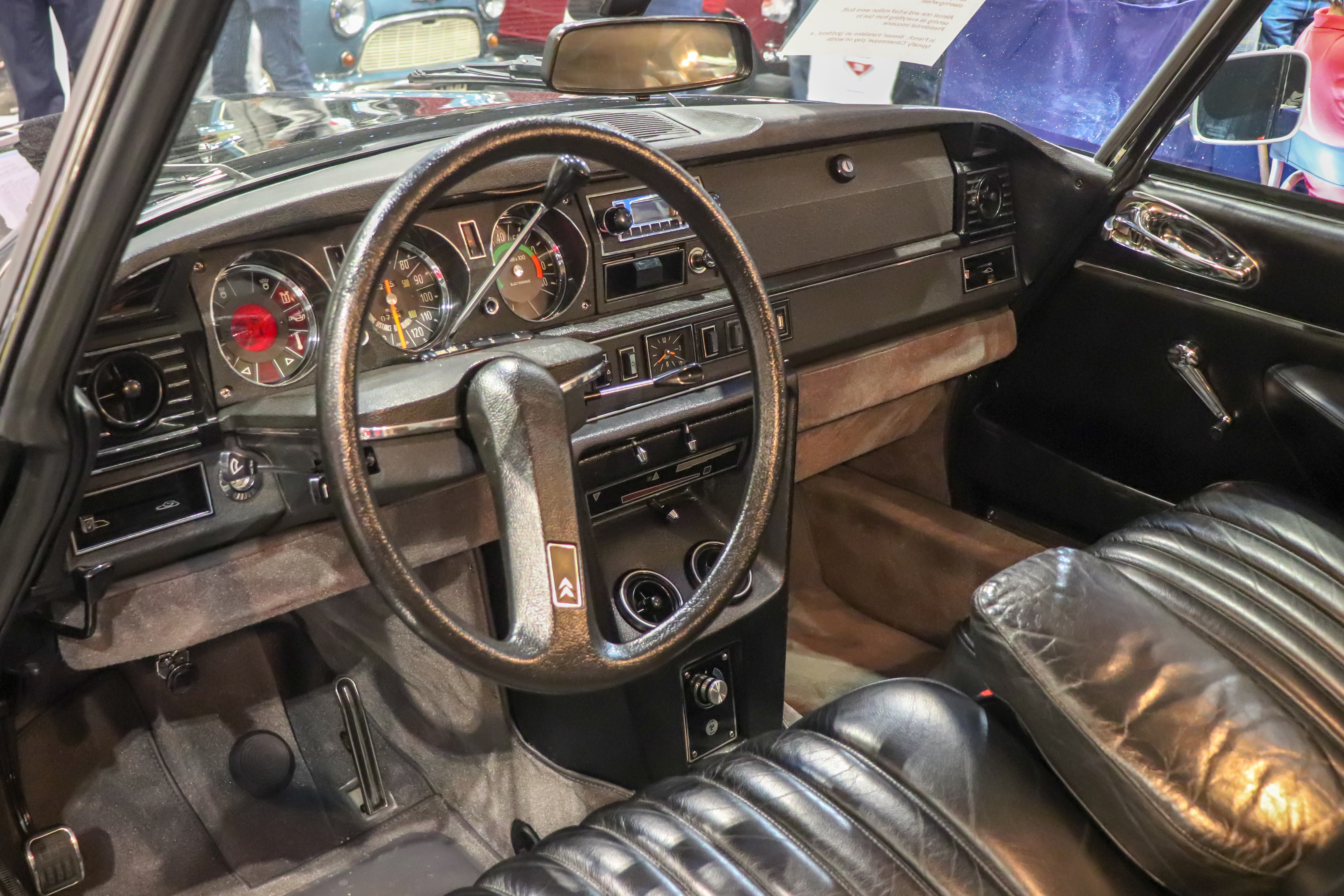
Interior de un Citroën DS, con la palanca del cambio semiautomático detrás del volante

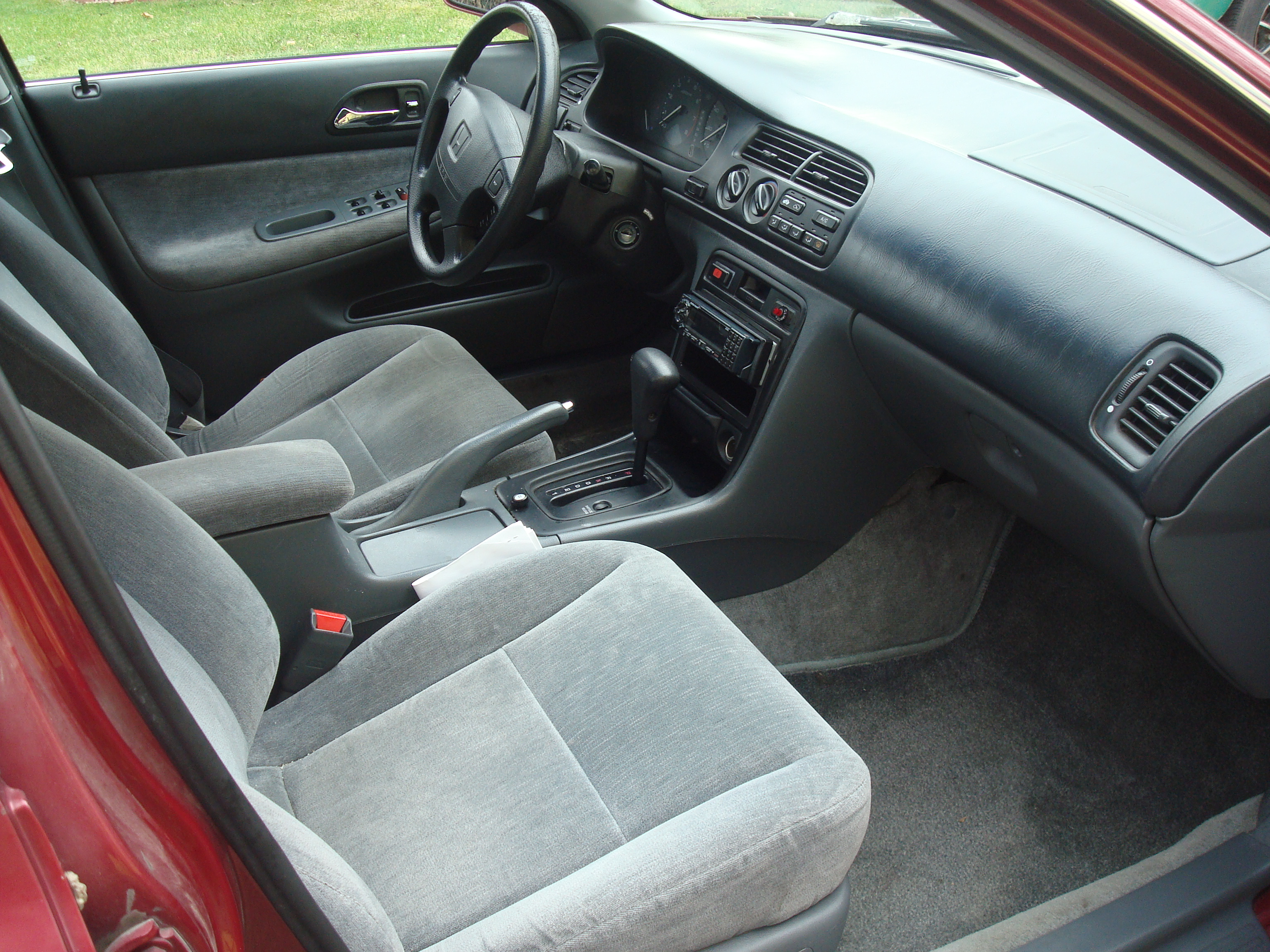
Interior de un Honda Accord con transmisión semiautomática Hondamatic de cuatro marchas (1994)

El sistema Manumatic de Automotive Products, disponible en el Ford Anglia 100E de 1953, era un sistema de embrague automático impulsado por vacío que se accionaba mediante un interruptor que se activaba cada vez que se movía la palanca de cambios. El sistema podía controlar el cable del acelerador (para mantener el motor a las revoluciones apropiada para facilitar el cambio de marcha) y variar la velocidad de activación del embrague. El sistema Newtondrive aparecido poco después, disponible en el Ford Anglia de 1957-1958, también estaba diseñado para controlar el estárter del carburador. Un producto similar fue el sistema de embrague automático alemán Saxomat, que se introdujo a mediados de la década de 1950 y que estaba disponible en varios automóviles europeos.
El Citroën DS, introducido en 1955, usaba un sistema hidráulico con un controlador de velocidad también operado hidráulicamente y un dispositivo de aumento de velocidad de vacío para seleccionar marchas y operar el embrague convencional. Esto permitía el cambio sin embrague con un solo selector montado en la columna de dirección, mientras que el conductor simultáneamente levantaba el pie del acelerador para cambiar de marcha. Este sistema fue apodado "Citro-Matic" en los Estados Unidos.
Para los modelos del año 1962, American Motors introdujo el E-Stick, que eliminó el pedal del embrague en el Rambler American con transmisiones manuales estándar de tres velocidades. Este embrague automático usaba la presión del aceite del motor como fuente hidráulica y estaba disponible por menos de 60 dólares. En comparación con las transmisiones completamente automáticas de la época, el E-Stick ofrecía la economía de combustible de una palanca de cambios, con interruptores eléctricos y de vacío que controlaban el embrague. Se ofreció en los modelos Rambler Classic más grandes, junto con una unidad de sobremarcha. El sistema solo estaba disponible con motores de 6 cilindros y la ausencia del pedal de embrague resultó impopular, por lo que se suspendió su venta después de 1964.
El 1967 Volkswagen WSK (Wandlerschaltkupplungsgetriebe; en español transmisión con convertidor de par/embrague caja de cambios), utilizado en el Beetle y en el Karmann Ghia, fue uno de los primeros cambios de su tipo, con un embrague mecánico automático y un convertidor de par. El conductor realizaba los cambios manualmente, y el embrague mecánico automático permitía que el automóvil acelerara desde parado, mientras que el convertidor de par permitía hacerlo en cualquier marcha. Amortiguando las vibraciones del motor y proporcionando multiplicación de par, funcionaba como una especie de "caja de cambios reductora", por lo que la caja de cambios mecánica solo necesitaba tres marchas hacia adelante (esta es la razón por la que las transmisiones automáticas convencionales con convertidores de par normalmente tienen menos marchas que las transmisiones manuales). El WSK no tenía "primera" marcha; en cambio, la primera marcha se convirtió en marcha atrás, y la segunda marcha se rotuló como primera (con la tercera y cuarta marchas respectivamente rotuladas como segunda y tercera).
La transmisión Chevrolet Torque-Drive, introducida en los modelos Chevrolet Nova y Camaro de 1968, es uno de los pocos ejemplos en los que una transmisión semiautomática se basó en una transmisión automática hidráulica convencional (en lugar de en una transmisión manual estándar). El Torque-Drive era esencialmente una transmisión automática Powerglide de 2 velocidades sin el modulador de vacío, lo que requería que el conductor cambiara manualmente de marcha entre el modo "Bajo" y "Alto". El indicador de posiciones de la palanca de cambio era "Park-R-N-Hi-1st". El conductor arrancaba el coche en "1ª", y luego movía la palanca a "Alto" (Hi) cuando lo desease. Dejó de producirse a finales de 1971, siendo reemplazado por una transmisión automática hidráulica tradicional. Otros ejemplos de transmisiones semiautomáticas basadas en cajas automáticas hidráulicas fueron la transmisión semiautomática de 3 velocidades de Ford utilizada en el Ford Maverick de 1970-1971, las primeras versiones de las transmisiones de 2 y 3 velocidades Hondamatic 1976-1988 de Honda y la Diamatic de Daihatsu, una transmisión de 2 velocidades utilizada en el Daihatsu Charade de 1985 a 1991.

### Otros ejemplos
| Años          | Nombre                    | Notas |
| ------------- | ------------------------- | --- |
| 1953-1954     | Plymouth Hy-Drive         | Convertidor de par agregado a una transmisión manual de 3 velocidades para poder conducir utilizando únicamente la posición de marcha más alta (para evitar usar el embrague manual).                                                                                    |
| 1956-1963     | Renault Ferlec            | Embrague electromagnético automático. Utilizado en el Renault Dauphine. |
| 1957-1961     | Mercedes-Benz Hydrak      | Embrague automático impulsado por vacío, más un convertidor de par para arranques desde parado. |
| 1959-????     | Citroën Traffi-Clutch     | Embrague centrífugo automático. Se utilizó en los Citroën 2 CV, Citroën Traction Avant y Citroën Dyane. |
| 1965-1990     | VEB Sachsenring Hycomat   | Embrague electrohidráulico automático. Utilizado en el Trabant 601. |
| 1966-????     | Simca embrague automático | Embrague automático más convertidor de par. Utilizado en el Simca 1000. |
| 1967-1977     | NSU embrague automático   | Embrague automático de vacío más convertidor de par. Utilizado en el NSU Ro 80. |
| 1967-1976     | Porsche Sportomatic       | Embrague automático de vacío más convertidor de par. Utilizado en el Porsche 911. |
| 1968-1971     | Subaru Autoclutch         | Embrague electromagnético automático. Utilizado en el Subaru 360. |
| 1968-1976     | Volkswagen Autostick      | Embrague electroneumático automático más convertidor de par. Se utilizó en el VW Escarabajo y en el Volkswagen Karmann Ghia. |
| 1976-1980     | Citroën C-matic           | Embrague automático más convertidor de par. Se utilizó en el Citroën GS y el Citroën CX. |
| 1991-1993     | Ferrari Valeo             | Embrague electromecánico automático. Utilizado en el Ferrari Mondial t. |
| 1992-1998     | RUF EKS                   | Embrague electrohidráulico automático. Utilizado en el Ruf BTR y el Ruf BTR2. |
| 1993-1998     | Saab Sensonic             | Embrague electrohidráulico automático. Utilizado en el Saab 900. |
| 2020-presente | Hyundai/Kia Motors iMT    | Embrague electrohidráulico automático. Utilizado en los Hyundai Venue, Hyundai i20 y Kia Sonet. La palanca de cambios tiene un patrón de cambio similar a un automóvil completamente manual, a diferencia de los AMT que solo tienen una selección de marcha secuencial. |

## Uso en motocicletas

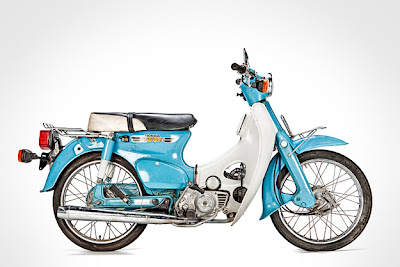
Honda Super Cub de los años 1970, equipada con una transmisión semiautomática y embrague centrífugo

Un ejemplo temprano de una transmisión de motocicleta semiautomática fue el uso de un embrague centrífugo automático a principios de la década de 1960 por parte del fabricante checoslovaco Jawa. Su diseño se usó sin permiso en la Honda Cub 50 de 1965, de forma que Jawa demandó por violación de patente a Honda, que aceptó pagar derechos de licencia por cada motocicleta que usara el diseño registrado por Jawa.
Entre otras transmisiones semiautomáticas utilizadas en motocicletas, figuran las siguientes:
- La transmisión de dos velocidades Hondamatic de Honda, equipada con un convertidor de par (y que comparte su nombre con varias transmisiones completamente automáticas), como se usó en los modelos CB750A de 1976, CB400A Hawk de 1977, CM400A de 1978 y CM450A de 1982.[83][84][85][86][87]
- Aquellas usadas en varias minimotos, incluidas la Amstar Nostalgia 49,[88] las Honda CRF50F,[89] Z series y ST series, en las Kawasaki KLX-110, KLX-110R,[90][91][92][93] y KSR110, en la KTM 65 SX,[32] en las Suzuki DR-Z50,[94] DR-Z70,[95][96][97][98] DR-Z125,[99][100] y SSR SR110TR,[101] y en la Yamaha TT-R50E.[102]
- Yamaha usó un sistema de embrague automático llamado YCCS en motocicletas como la Yamaha FJR1300AE sport-touring 2006.[103] En este sistema se puede cambiar con la palanca en la posición tradicional cerca del pie izquierdo o con un interruptor accesible junto a la mano izquierda, donde iría la palanca del embrague en las motocicletas tradicionales.
- Las transmisiones de 5 y 6 velocidades SE5 y SE6 del Can-Am Spyder Roadster.[104]
- Las de varias motocicletas underbone de la década de 1970; como las Suzuki FR50, Suzuki FR80 y la Yamaha Townmate, que usaban transmisiones de 3 velocidades con un cambio de marcha de punta y talón.
- Algunas motocicletas deportivas de alto rendimiento usan un sistema de cambio equipado con un gatillo, leva, interruptor o botón montado en el manillar y un embrague operado automáticamente.[13][105][106]
- Algunas motos de cross utilizan este sistema, que a veces se denomina transmisión de embrague automático,[30][28][31][107] como la Honda CRF110F[108][109] y la Yamaha TT-R110E.[6][110][111] La palanca de cambios en el pie de una motocicleta convencional se mantiene, pero ya no se requiere la maneta de embrague manual.[112][113][114][6] Las transmisiones semiautomáticas en las motos de cross a veces se denominan "automáticas", a pesar de la ausencia de un cambio automático propiamente dicho.[115]

## Uso en deportes del motor

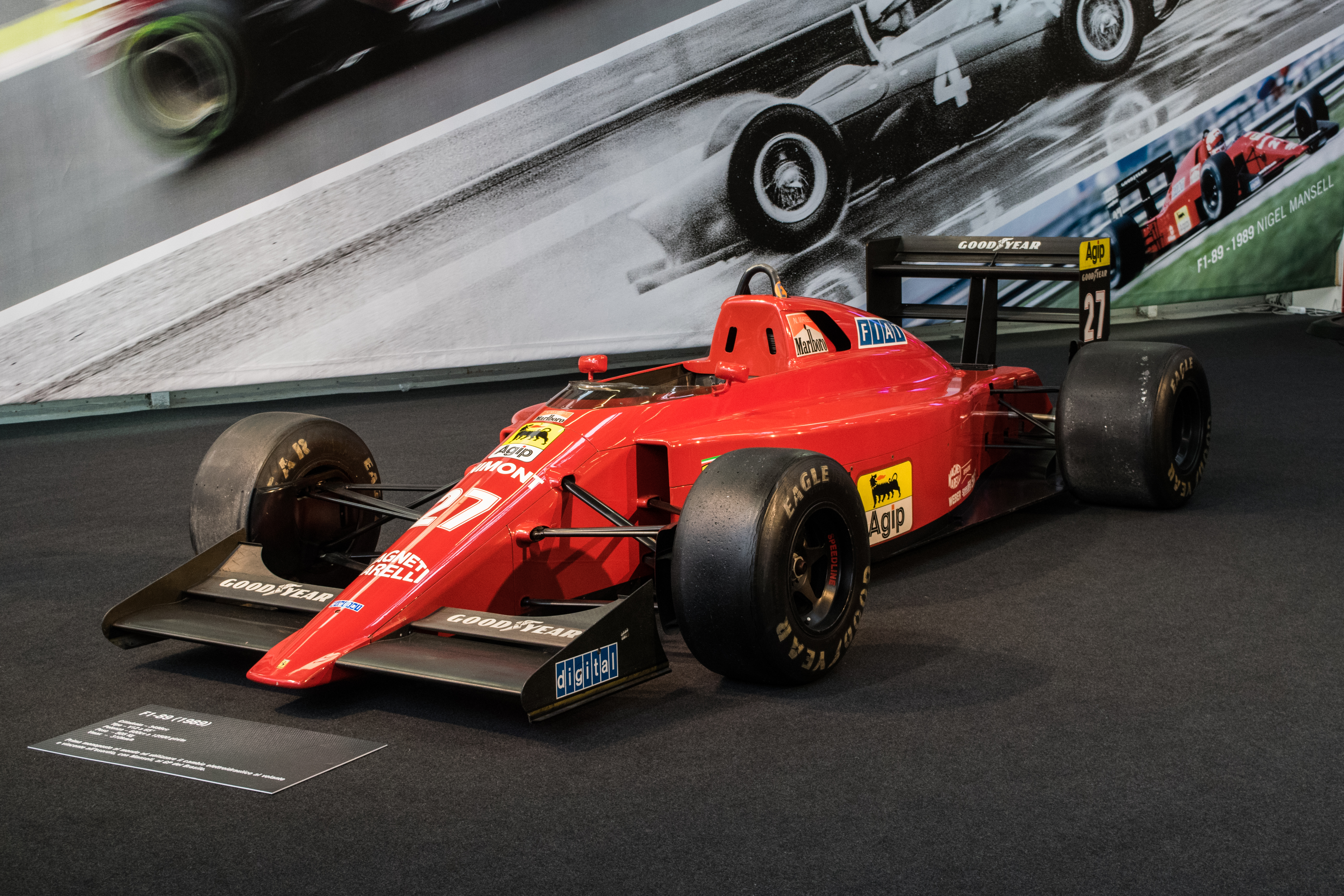
Ferrari 640 de 1989, el primer Fórmula 1 en utilizar un cambio semiautomático accionado por levas en el volante

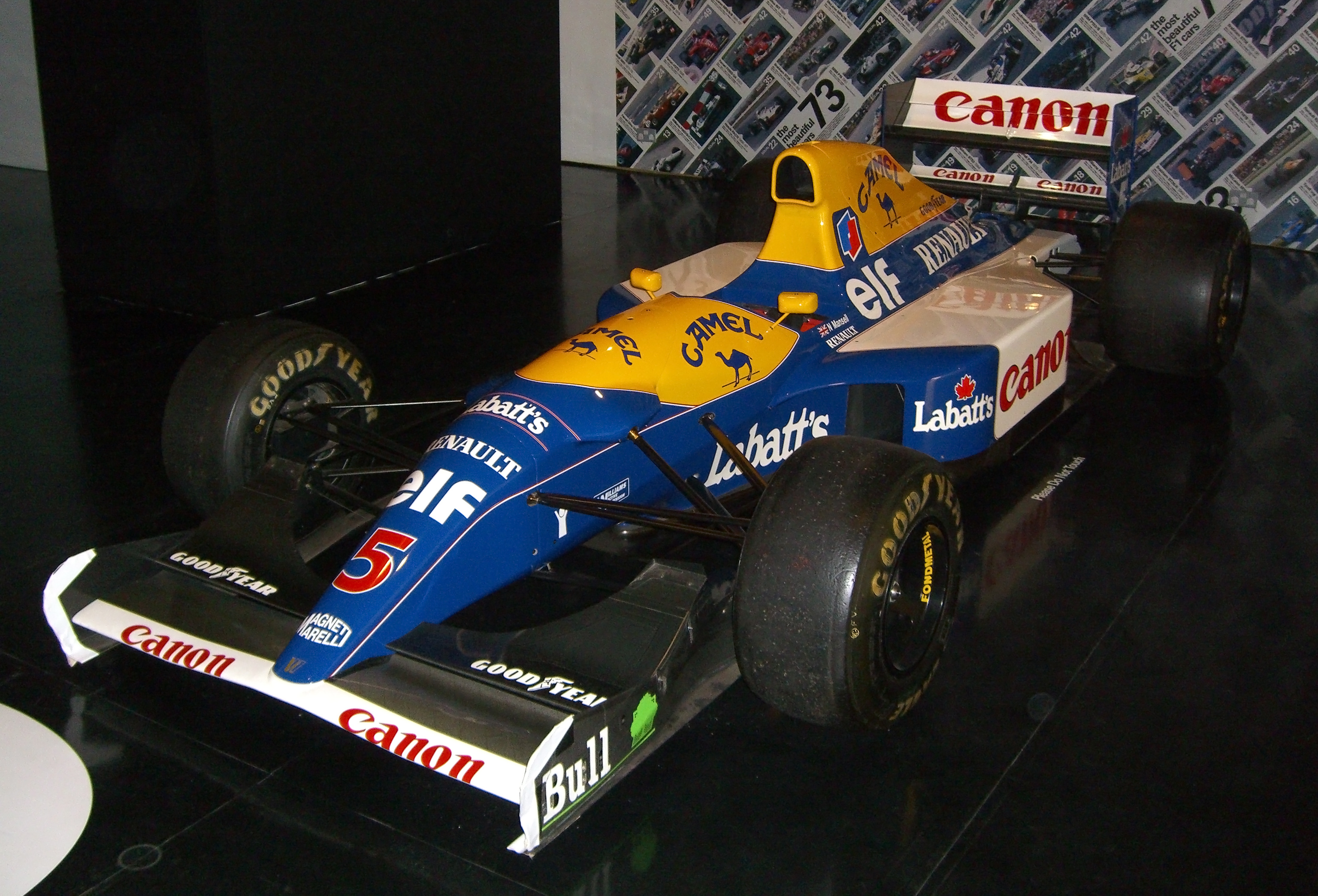
Williams FW14 de 1991, el primer Fórmula 1 equipado con un cambio semiautomático secuencial

Las transmisiones semiautomáticas en automovilismo suelen funcionar mediante levas de cambio conectadas a una unidad de control de transmisión diseñada al efecto.
El primer automóvil de Fórmula 1 en utilizar una transmisión semiautomática fue el Ferrari 640 de 1989. Utilizaba actuadores hidráulicos y solenoides accionados eléctricamente para el control del embrague y de las marchas, y se cambiaba mediante dos levas montadas detrás del volante. Otra leva más en el volante controlaba el embrague, que solo era necesario accionar al arrancar desde parado. El coche ganó su carrera de debut en el Gran Premio de Brasil, pero durante gran parte de la temporada sufrió problemas de fiabilidad. Otros equipos comenzaron a cambiar a transmisiones semiautomáticas similares. Por ejemplo, el Williams FW14 de 1991 fue el primero en utilizar un mecanismo de rotación de tambor secuencial (similar a los utilizados en las transmisiones de motocicleta), lo que permitió un diseño más compacto que requería solo un actuador para girar el tambor y cambiar de marcha. Un desarrollo adicional fue posible gracias a la introducción del acelerador electrónico poco después, lo que hizo posible a su vez que el automóvil ajustara automáticamente las revoluciones durante los cambios descendentes. Para 1993, la mayoría de los equipos utilizaban transmisiones semiautomáticas. El último coche de F1 equipado con una caja de cambios manual convencional, el Forti FG01, corrió en 1995.
A raíz de la preocupación acerca del potencial de los coches de Fórmula 1 para cambiar de marcha automáticamente sin ninguna intervención del piloto, se introdujo un software obligatorio en 1994 que aseguraba que los cambios de marcha solo se produjeran cuando lo determinara el piloto. Los cambios ascendentes y descendentes preprogramados, controlados por computadora y completamente automáticos fueron reintroducidos y permitidos desde 2001, y fueron permitidos desde el Gran Premio de España de ese año, pero fueron prohibidos nuevamente en 2004. Se permiten los botones en el volante para cambiar directamente a una marcha en particular (en lugar de tener que cambiar secuencialmente usando las levas). [cita requerida] Los Minardi PS05, Renault R25 y Williams FW27 de 2005 fueron los últimos coches de Fórmula 1 en utilizar una caja de cambios de 6 velocidades antes del cambio a una caja de cambios obligatoria de 7 velocidades para la temporada de 2006. Después de 2014, los autos de Fórmula 1 actualmente usan cajas de cambios obligatorias de 8 velocidades con levas de cambio.
El ahora desaparecido CART Champ Car Series cambió de un sistema secuencial de cambio de palanca a un sistema de cambio de levas de 7 velocidades para la temporada de 2007. Esta transmisión se introdujo con el chasis Panoz DP01, nuevo en 2007.
La IndyCar Series introdujo su sistema de cambio de levas semiautomático de 6 velocidades para la temporada 2008, también reemplazando la anterior transmisión secuencial con palanca de cambios, introducida con el chasis Dallara IR-05 de 2008. Los IndyCars actualmente usan la transmisión secuencial Xtrac P1011, que emplea un sistema de cambio de levas semiautomático suministrado por Mega-Line llamado AGS (Assisted Gearshift System), que utiliza una actuador de cambios neumático y un actuador de embrague gestionado por una unidad de control de transmisión interna.
Tanto el Campeonato de Fórmula 2 de la FIA como el de Fórmula 3 utilizan actualmente cajas de cambios secuenciales de 6 velocidades con 
operación electro-hidráulica a través de levas de cambio. El control manual de los sistemas de embrague multidisco a través de una palanca situada detrás del volante se utiliza para poner en marcha los coches.
En el DTM se utiliza actualmente una transmisión secuencial Hewland DTT-200 de 6 velocidades con levas de cambio montadas en el volante, que se introdujo para la temporada 2012 con el nuevo cambio de reglas. Este nuevo sistema reemplazó a la antigua transmisión secuencial con palanca de cambios, que se había utilizado durante las 12 temporadas anteriores (desde el 2000 Deutsche Tourenwagen Masters del año 2000).

## Uso en otros vehículos

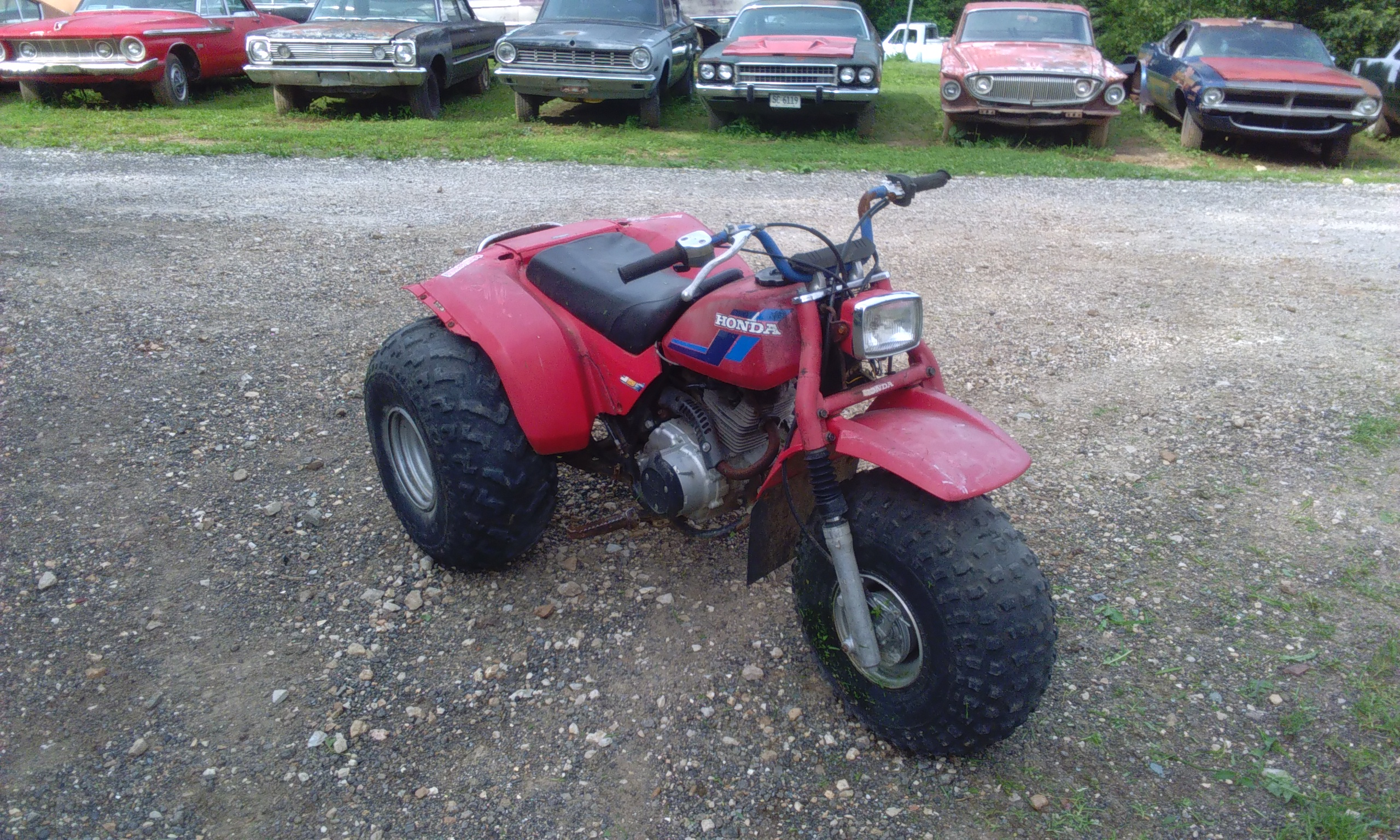
Honda ATC200 de 1984

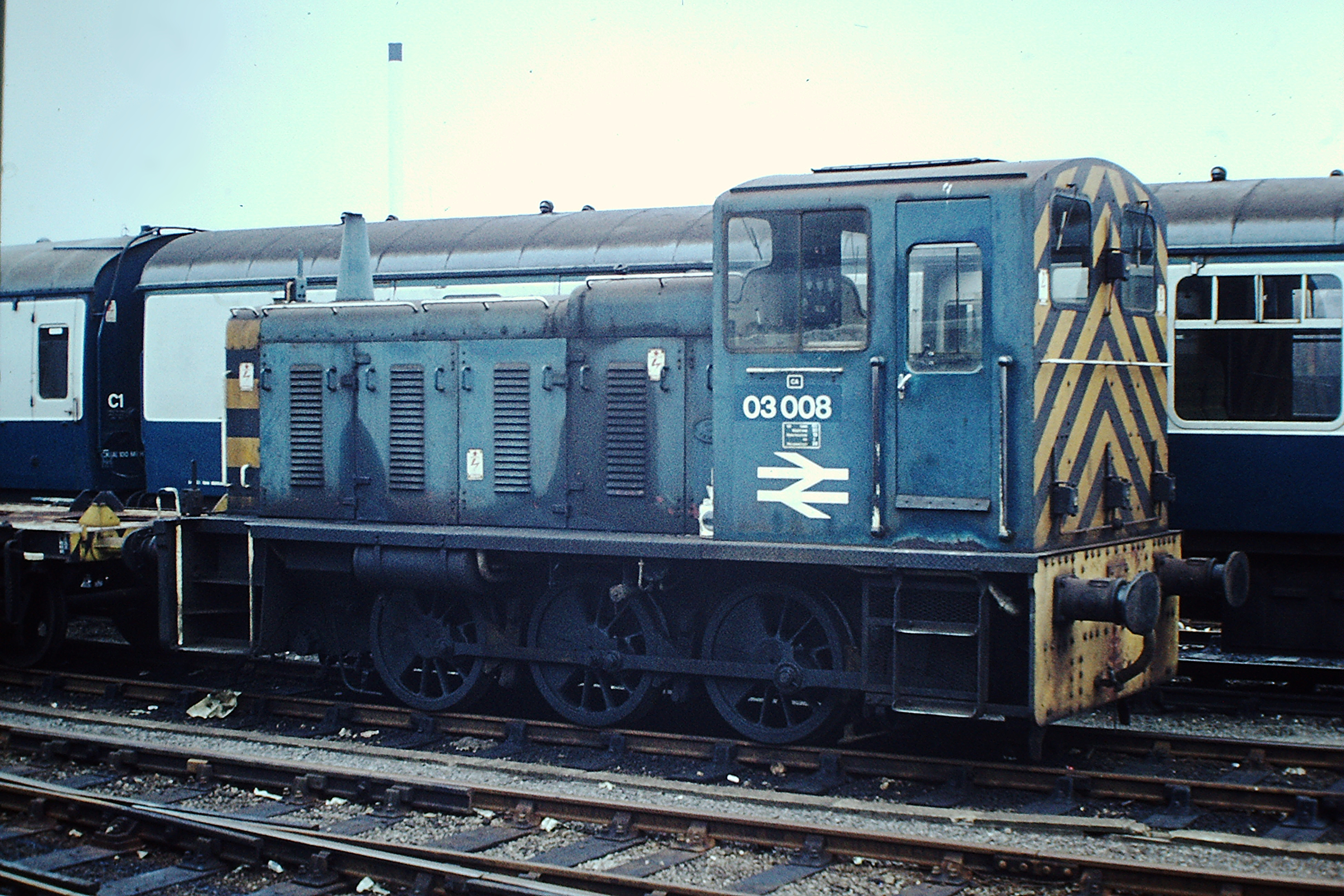
Locomotora de maniobras diésel BR Clase 03, equipada con un cambio semiautomático

Otros usos notables de las transmisiones semiautomáticas incluyen:
- Durante las décadas de 1940 a 1960, muchas locomotoras de maniobras diésel pequeñas utilizaban transmisiones semiautomáticas epicíclicas. Por ejemplo, las British Rail Clase 03 y British Rail Clase 04 utilizaron la transmisión Wilson-Drewry CA5 R7.[136]

- La transmisión Sinclair S.S.S. Powerflow, utilizada desde la década de 1950 hasta principios de la de 1960 en las locomotoras de minería diésel Huwood-Hudswell, la British Rail Clase D2/7 y la British Rail Clase D2/12.[137] El diseño del Powerflow es del tipo de eje intermedio con engranajes de ranurado constante y acoplamiento por embrague de empuje, lo que le permite proporcionar una entrega de potencia perfecta durante los cambios ascendentes. Esta transmisión también se utilizó en algunos vehículos de carretera.[138]

- El sistema Pneumocyclic de la compañía Self-Changing Gears, era una transmisión epicíclica construida en el Reino Unido desde la década de 1960 hasta la de 1980. Con un diseño similar a las cajas de cambios con preselector anteriores de la compañía, la transmisión neumocíclica se usó en varios autobuses, como en los Leyland Leopard, Panther y Tiger.[139][140] También se instaló en varios miles de automotores diésel británicos durante este tiempo.[cita requerida]

- En vehículos ligeros todoterreno,[141] como los Honda ATC185, Honda ATC200,[142] Honda TRX90X y TRX250X (Honda SportClutch),[143] Suzuki LT125D Quadrunner (también conocido como Suzuki QuadRunner 125), Suzuki LT 230, Suzuki Eiger 400, Yamaha Big Bear 250,[144][145] 350,[146][147] y 400,[148][149] Yamaha Grizzly 80,[150] Yamaha Raptor 80,[151] Yamaha YFB250 Timberwolf,[152] la gama Yamaha Moto-4 ATV,[153] y la gama Yamaha Tri-Moto.[154][155]
  - El Honda Electric Shift Program se utiliza en vehículos todo terreno ligeros como el quad Honda TRX450FE de 1998 (también denominado Foreman 450ES ESP) y el Honda Rincon de primera generación. El cambio se logra presionando una de las dos flechas del selector de marchas en el lado izquierdo del manillar, que activa un sistema de cambio eléctrico.